# Icius subinermis
Icius subinermis là một loài nhện trong họ Salticidae.
Loài này thuộc chi Icius. Icius subinermis được Eugène Simon miêu tả năm 1937.

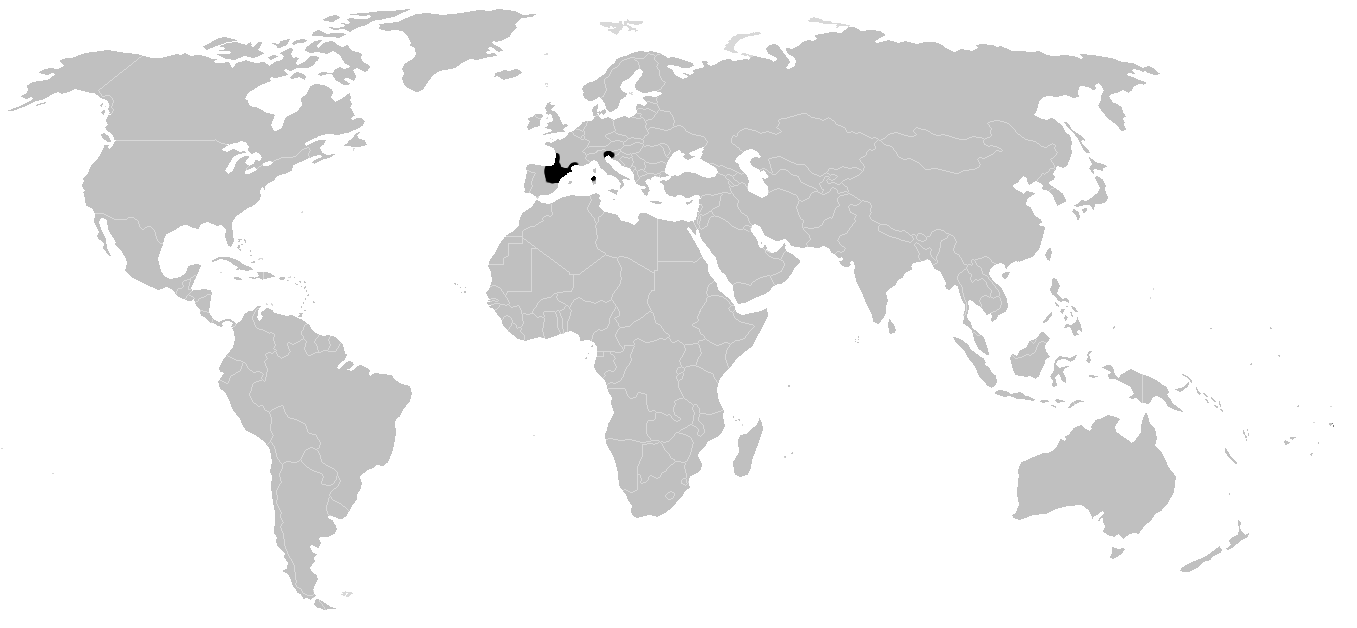
Verspreidingsgebied van Icius subinermis